# Fasintsara
Fasintsara è una città e comune del Madagascar situata nel distretto di Ifanadiana, regione di Vatovavy-Fitovinany.
La popolazione del comune rilevata nel censimento 2001 era pari a 13 421 unità.